# Virajpet
Virajpet è una suddivisione dell'India, classificata come town panchayat, di 15.206 abitanti, situata nel distretto di Kodagu, nello stato federato del Karnataka. In base al numero di abitanti la città rientra nella classe IV (da 10.000 a 19.999 persone).

## Geografia fisica
La città è situata a 12° 11' 30 N e 75° 48' 17 E.

## Società

### Evoluzione demografica
Al censimento del 2001 la popolazione di Virajpet assommava a 15.206 persone, delle quali 7.741 maschi e 7.465 femmine. I bambini di età inferiore o uguale ai sei anni assommavano a 1.742, dei quali 865 maschi e 877 femmine. Infine, coloro che erano in grado di saper almeno leggere e scrivere erano 12.323, dei quali 6.463 maschi e 5.860 femmine.